# Batomys granti
Espèce
Statut de conservation UICN

 LC  : Préoccupation mineure
Batomys granti est une espèce de rongeurs de la famille des Muridés. C'est un animal endémique des Philippines où il vit en altitude, dans certaines montagnes dans la forêt tropicale humide de la région de Luzon.